# Клиър Лейк
Клиър Лейк (на английски: Clear Lake) е град в окръг Серо Гордо, Айова, Съединени американски щати. Населението му е 7562 души (по приблизителна оценка за 2017 г.).
При самолетна катастрофа край Клиър Лейк загиват музикантите Ричи Валънс (1941 – 1959) и Бъди Холи (1936 – 1959).

## Личности
Родени в Клиър Лейк
- Пат Букайстър, писателка